# Caserío Gaztañaga

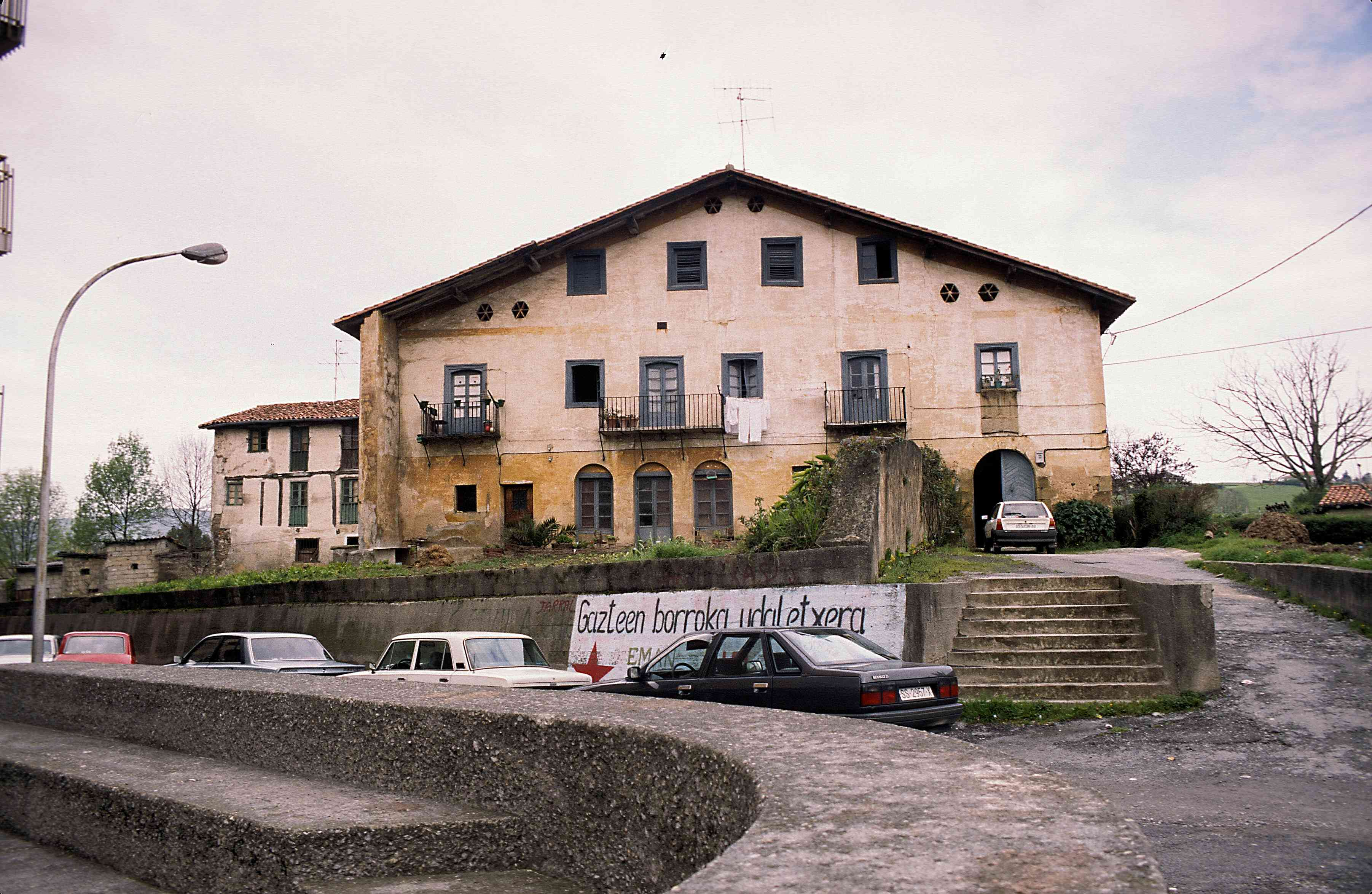
Caserío Gaztañaga en 1988

El caserío Gaztañaga es un caserío vasco edificado en el siglo XVI situado en la localidad de Usúrbil (Guipúzcoa, España). El 25 de junio de 2005 fue declarado Bien de Interés Cultural del País Vasco.

## Descripción
El caserío Gaztañaga se encuentra en el casco urbano de Elizalde, uno de los pueblos que componen Usúrbil. Se trata de un edificio de planta casi cuadrada (20 x 21 m), que consta de dos plantas y desván. La cubierta de madera a dos aguas se dispone con la cumbrera perpendicular a la fachada principal, orientada al sur. Tres de los muros de cerramiento están construidos en mampostería con esquinales de sillería. La fachada principal está construida en planta baja con mampostería revocada de mortero. El resto de dicha fachada principal se cierra con entramados de madera, cuyos vanos están rellenados de ladrillo macizo.
El acceso principal se realiza a través de un vano con arco de medio punto en el que se ajusta una sobria y gruesa puerta de madera sostenida por goznes de hierro forjado. Sobre las dovelas de este arco se encuentra un escudo de armas semiborrado. La primera planta presenta línea de seis ventanas con marco de madera, una de ellas reconvertida en balcón volado. En el desván presenta otra línea de cuatro ventanas y tres pares de palomeras. Toda esta fachada está protegida por un cortavientos que ocupa el esquinal suroeste.
La fachada oeste, muy irregular y con una distribución asimétrica de vanos, presenta adosado un depósito-pozadera de forma cúbica realizado en piedra sillar, cerca del cual existe un pozo, aún hoy en uso (se utiliza para regar la huerta existente en este lugar). La fachada este presenta en planta baja un soportal cegado cuyos machones moldurados son visibles aun desde el exterior. Sobre este soportal cegado presenta entramados de madera con los vanos rellenos de mampostería. También en esta fachada se abren varios huecos de ventana irregulares.
Desde el acceso principal se accede al vestíbulo que está pavimentado con grandes losas de piedra. Situada en la parte trasera se halla la cuadra, hoy en desuso. En ésta son visibles varios de los nueve postes de gran sección en los que se apoya este edificio y que alcanzan la primera planta. Estos postes y las vigas que se ensamblan en ellos son originales del siglo XVI. A partir de la primera planta la estructura corresponde al siglo XVIII, pues el edificio fue ampliado en dicha época por los sectores sur (fachada principal) y este (soportales cegados). La estructura del siglo XVIII es de postes enterizos y en el desván presenta largas y estilizadas horquillas, además de vigas y tornapuntas ensambladas en caja y espiga. En la primera planta se encuentra el salón principal con habitaciones abiertas en derredor. Una de estas posee un baño con el suelo chapado de zinc. Debido a las dimensiones y para facilitar la iluminación con luz natural, existe en el corredor una lucerna (construcción) que alcanza la cubierta.